# 229. strelska divizija (ZSSR)
229. strelska divizija (izvirno rusko 229. стрелковая дивизия; kratica 229. SD) je bila strelska divizija Rdeče armade v času druge svetovne vojne.

## Zgodovina
Divizija je bila ustanovljena maja 1941 v Noginsku in bila uničena avgusta 1942. Ponovno je bila ustanovljena decembra 1942.